# Labopella claripennis
Labopella claripennis är en insektsart som beskrevs av Knight 1929. Labopella claripennis ingår i släktet Labopella och familjen ängsskinnbaggar. Inga underarter finns listade i Catalogue of Life.